# Phyle neblina
Phyle neblina là một loài bướm đêm trong họ Geometridae.